# Верхнє Азяково
Верхнє Азя́ково (рос. Верхнее Азяково, марій. Кӱшыл Озакъял) — присілок у складі Медведевського району Марій Ел, Росія. Входить до складу Азяковського сільського поселення.

## Населення
Населення — 145 осіб (2010; 123 у 2002).
Національний склад (станом на 2002 рік):
- лучні марійці — 65 %
- росіяни — 31 %